# قصر الجليد (فلم)
قصر الجليد فيلم دراما نرويجي من إخراج بير بلوم مقتبس من رواية تحمل نفس الاسم.

## القصة
يدور الفيلم بشكل أساسي حول فتاتين تبلغان من العمر 11 عامًا سيس و اون. ذات ليلة تزور سيس اون التي تعيش مع خالتها بعد وفاة والدتها الغير متزوجة. تجلس الفتاتان في غرفة وتعرض اون صور والدتها لسيس، تغامر اون بغلق باب الغرفة وتطلب من سيس التعري معها حيث تريان بعضهما بدون ملابس لكنها سرعان ما تتوقف بحجة البرد وتخبرها بأنها تحتفظ بسر وربما لن تدخل الجنة. بعد ذلك تسود حالة من عدم الراحة في المكان، وفي اليوم التالي تشعر اون بالاحراج من مقابلة سيس فتقرر الغياب من المدرسة وتغامر بمفردها بدخول شلال متجمد وتختفي بداخلة، فتخرج أطقم البحث في وقت متأخر من الليل للبحث عنها وبعد عدة أيام من البحث تتوقف الفرق عن البحث وتعتبر اون متوفية.

## الممثلون
- لاين ستورسوند بدور سيس.
- هيلد نيغن مارتينسين بدور اون.
- ميريتي مون بدور العمة.
- فيدار سانديم بدور الأب.
- كنوت اورفيغ بدور الرجل العجوز.
- اوردا براترود لارسين بدور بينتي.
- تشارلوت لوندستاد بدور دين ناي جينتا.

## الإصدار
صدر الفيلم في دور السينما عام 1987، وفاز بالجائزة الكبرى في مهرجان فلاندرز السينمائي الدولي في عام 1988. وصدر لأول مرة على اشرطة في إتش إس (بال) عام 1991. ولم يتم إصدار دي في دي رسمي للفيلم حتى الآن.

## روابط خارجية
- مقالات تستعمل روابط فنية بلا صلة مع ويكي بيانات